# 瓦努科區
9°55′40″S 76°14′00″W / 9.92778°S 76.23333°W
瓦努科區（西班牙語：Distrito de Huánuco），是秘魯的一個區，位於該國中部瓦努科大區的瓦努科省，面積96.6平方公里，海拔高度1,894米，2005年人口72,642，人口密度每平方公里750人。